# Ibacus peronii
Az Ibacus peronii a felsőbbrendű rákok (Malacostraca) osztályának tízlábú rákok (Decapoda) rendjébe, az Achelata alrendágába, a Scyllaridae családjába, azon belül az Ibacus nemébe tartozó faj. Ő az első bejegyzett faj a nemből.

## Előfordulása
Elterjedése Ausztrália déli partjain (főleg a Brisbane-Perth szakaszon), Tasmania északi partjain, valamint  a Kermadek-szigeteken. 20-450 m mélységben élnek, puha, homokos vagy saras aljzaton, (mert vadászatukhoz be kell magukat ásniuk az aljzatba). Halászata igen kicsi, de egy létező dolog.

## Jellemzői
Átlagos maximális hosszuk 23 centiméter, szélességük 14 centiméter. Vöröses narancssárga színű páncélja van, melynek szélei és kitüremkedései fehérek. Az Ibacus nemre jellemző két ellaposodott első csáppal és a szemük vonalában induló bemetszéssel rendelkeznek. Testük laposkás és tömzsi. Ollóik nincsenek.